# Mijakovići (Pljevlja)
Pour les articles homonymes, voir Mijakovići.
Mijakovići (en serbe cyrillique : Мијаковићи) est un village du nord du Monténégro, dans la municipalité de Pljevlja.

## Démographie

### Évolution historique de la population
| 1948 | 1953 | 1961 | 1971 | 1981 | 1991 | 2003 |
| ---- | ---- | ---- | ---- | ---- | ---- | ---- |
| 138  | 156  | 197  | 177  | 141  | 105  | 105  |